# Provincia di Chacabuco
La provincia di Chacabuco è una provincia della Regione Metropolitana di Santiago nel Cile centrale. Il capoluogo è la città di Colina.
Al censimento del 2012 possedeva una popolazione di 203.993 abitanti.

## Geografia antropica

### Suddivisioni amministrative
La provincia è divisa in 3 comuni:
- Colina
- Lampa
- Tiltil